# Walter Viitala
Walter Viitala (født 9. januar 1992 i Helsinki) er en finsk fodboldmålmand, der siden januar 2017 har været på kontrakt hos den danske klub Viborg FF.

## Historie
Før starten af 2015-sæsonen skiftede Viitala fra FC Honka til IFK Mariehamn, hvor han den første sæson var reservemålmand for Otso Virtanen, og kun spillede i otte kampe. Da Virtanen året efter blev solgt til skotske Hibernian, blev Walter Viitala klubbens førstemålmand. I sæsonen 2016 spillede han 33 kampe i landets bedste liga, Veikkausliiga, hvor han holdt målet rent i 18 kampe. IFK Mariehamn blev i 2016 også finsk mester for første gang i klubbens historie.
Efter at Viitalas kontrakt udløb ved udgangen af 2016, skiftede han på en fri transfer til den danske superligaklub Viborg FF, på en kontrakt gældende til 30. juni 2019.
Viitala debuterede for Viborg FF den 8. april 2017 mod AaB.

## Titler
- Vinder af Veikkausliiga (2016)